# 綜藝 (雜誌)
《綜藝》是潘思基媒體公司旗下的美國媒體公司營辦的雜誌，是娛樂界行業內兩大週刊之一（另一份是《荷里活報道》）。該公司於1905年由森·西爾弗曼於紐約創辦，最初作為有關電影院與歌舞雜耍表演（Vaudeville）資訊的報導，隨著電影業逐漸起飛，該雜誌於1933年加入了總部於洛杉磯的日報—《每日綜藝（Daily Variety）》，以涵蓋電影產業。其網站Variety.com擁有重大娛樂新聞、評論、票房成績、封面故事、短片、照片圖庫及更多，加上演職人員數據庫、製作圖表及日程，其存檔內容可追溯至1905年。

## 歷史

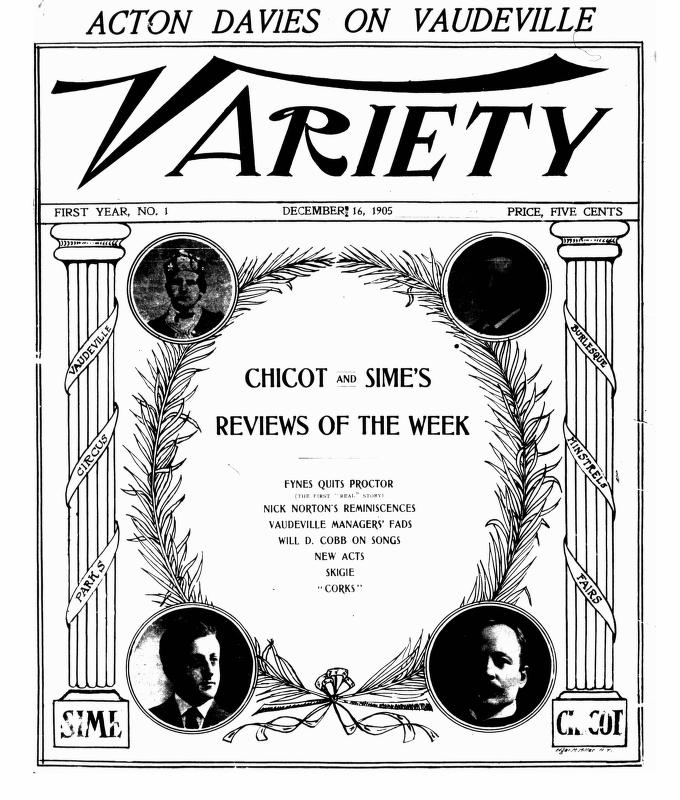
1905年12月16日第一期杂志

1905年，森·西爾弗曼由於在《晨曦電訊報》挪用了一項以$50美元的廣告而被開除，他並說看來他必須開始製作自己的報章才能說真話。同年，西爾弗曼從岳父那裡借來1,500美元，他以出版人及編輯的身份於1905年12月16日推出《綜藝》。此外，西爾弗曼的前僱主《晨曦電訊報》，其他主要競爭對手還有《紐約大剪刀》及《紐約戲劇性鏡像》。
該報的原始封面設計與現時的設計非常相似，由風景秀麗的畫家埃德加·米勒（Edgar M. Miller）所繪製，他拒絕接受支付。封面包括著原始編輯人員的圖像，分別為阿爾弗雷德·格萊森（Alfred Greason）、埃佩斯·W·薩金特（Epes W Sargeant）及約書亞·羅威（Joshua Lowe），還有西爾弗曼。
《綜藝》的首期周刊包括了西爾弗曼兒子辛尼·西爾弗曼的評論，他又名為斯基治（Skigie），那是根據他幼時口齒不清的名字發音，據稱他是世界上最年輕的評論家（七歲）。
1905年，森·西爾弗曼收購了自1853年以來一直在舞台和其他娛樂節目中進行報導的《紐約大剪刀（The New York Clipper）》，並在兩年後將其折疊，將它的某些功能合併到《綜藝》裡。同年，西爾弗曼推出《時代廣場日報（Times Square Daily）》，並很快就將其報廢了。在此期間，《綜藝》的工作人員為這三份報章撰文。
在1930年推出《荷里活報道》 後，《綜藝》於1932年因涉嫌抄襲而被起訴。1933年，森·西爾弗曼於荷里活推出《每日綜藝（Daily Variety）》，並以亞瑟·恩加（Arthur Ungar）擔任編輯。後來，它被每周五於荷里活發行的《綜藝快報（Variety Bulletin）》取代了。《每日綜藝》最初是除了星期日外每天出版，但主要是在星期一至五出版。亞瑟·恩加擔任該周刊編輯直到1950年，其後是喬·斯科恩菲爾德（Joe Schoenfeld）（1950–1959），然後是托馬斯·普賴爾（Thomas M. Pryor）（1959–1988），後來由他的兒子彼特（Pete）成為繼任者。《每日綜藝》與《綜藝》最初實際上是兩份獨立的報章，《每日綜藝》主要集中在荷李活的新聞上，而《綜藝》主要集中在美國及國際娛樂報導上。
森·西爾弗曼於1931年將《綜藝周刊》的編輯權轉移給阿貝爾·格林成為其繼任者，在推出《每日綜藝》後不久，他一直擔任出版人直至1933年去世。格林從1931年起一直擔任編輯，直到1973年去世。
森·西爾弗曼的兒子辛尼承繼其父親擔任兩家出版物的出版商之位，然而他於1936年因患上結核病而不能於報章上擔任日常職務。編輯格林財務主管兼首席財務總監的哈羅德·埃里希斯（Harold Erichs），在他生病期間營運該報。隨著辛尼·西爾弗曼於1950年去世後，其獨生子希德·西爾弗曼是當時的綜藝公司（Variety Inc.）的唯一繼承人。年少希德的法定監護人哈羅德·埃里希斯（Harold Erichs）擔任總裁並繼續監督《綜藝》直到1956年。在那之後，希德·西爾弗曼以紐約的《每周綜藝》及荷里活的《每日綜藝》發行人的身分來管理兩家公司，直到1987年將兩本雜誌以$6,400萬美元的價格出售給卡納斯出版。他一直擔任出版商直到1990年，由傑拉德·A·拜恩（Gerard A. Byrne）繼任《每周綜藝》的編輯，以及森·西爾弗曼的曾孫米高·西爾弗曼（Michael Silverman）擔任《每日綜藝》的編輯。後來，希德·西爾弗曼擔任了兩本刊物的董事長。

### 其他
1953年，阿米·阿徹德的專欄《只為綜藝（Just for Variety）》出現在《每日綜藝》的第二頁上，並在荷李活迅速流行起來。阿徹德打破了無數獨家故事，包括了電影設置場景的報導、宣布待定的事宜，提供與明星相關的住院、結婚和出生的報導。該專欄於52年來每天出現，直到2005年9月1日為止。
1988年12月7日，編輯羅傑·沃特金斯（Roger Watkins）提出並監督四色打印的過渡。《綜藝》新外觀推出後的尺寸縮短了1英寸，正面帶有褪色的顏色。自從森·西爾弗曼於1920年放棄使用舊格式以來，舊的首頁盒式廣告被帶狀廣告取代，隨著《綜藝》發布的第一批照片：他們描繪了森、阿貝爾和希德·西爾弗曼。
從1989年開始的20年間，其總編輯一直都是彼得·巴特，他最初只是紐約版周刊的編輯，跟米高·西爾弗曼（希德·西爾弗曼的兒子）於荷李活經營《每日綜藝》。巴特曾於派拉蒙影業及《紐約時報》工作，他於2009年4月調任「副總裁兼編輯總監」一職。從2009年中到2013年，添莫斐·格雷（Timothy M. Gray）在新聞室擔任各種記者及編輯職務超過30年後，擔任該出版刊物的總編輯。
2012年10月，期刊的擁有者里德商業信息（從前稱為里德·愛思唯爾（Reed-Elsevier），是美國卡納集團（Cahner's Corp.）的母公司），它把出版物出售給彭斯克媒體集團，而彭斯克媒體集團是《Deadline Hollywood》的擁有人，自2007年－2008年美國編劇協會大罷工以來，就一直被認為是《綜藝》的在線娛樂圈新聞中最大的競爭對手。同月，彭斯克媒體集團的董事長兼CEO的傑伊·彭斯克（Jay Penske）宣布該網站的付費專區]]將會下架，而印刷版將會保留下來，而他將會在市民大會中對《綜藝》的數碼平台進行更多的投資。
2013年3月，《綜藝》的擁有人傑伊·潘思基任命了三位共同編輯監督刊物行業不同部分的覆蓋面：克勞迪婭·埃勒（Claudia Eller）— 電影編輯；辛菲雅·利特爾頓（Cynthia Littleton）— 電視和電視台編輯；安德魯·華倫斯坦（Andrew Wallenstein），數碼雜誌方面的編輯。在會上還決定停止列印《每日綜藝》，最後一期的列印版本於2013年3月19日訴出版。
2014年6月，潘思基媒體公司（PMC）與《路透社》簽訂了一項協議，《綜藝》與《綜藝（拉丁語）》將由Univision提供技術支援作新聞聯合發布，為國際新聞社的全球讀者群分發領先的娛樂新聞。這種傳播以專欄、新聞報導、圖片、視頻和以數據為中心的產品形式出現。2014年10月，埃勒（Eller）和華倫斯坦（Wallenstein）升任總編輯，而利特爾頓（Littleton）則繼續監督該行業內電視方面的報導。2015年7月，《綜藝》的《綜藝工作室》獲得電視學院（Television Academy）頒發最佳娛樂節目類別中的「洛杉磯地區艾美獎」，該節目是一系列的一小時特備節目，透過與知名演員的對談，把觀眾帶到荷李活電影和電視節目裡。第二個洛杉磯地區的艾美獎於2016年獲得。
該出版物的廣告中有很大一部分收入是來自於奧斯卡金像獎為首的電影頒獎禮季節。在這個「頒獎禮」季節期間，大量彩色的，整頁的《給您考慮》的廣告把《綜藝》的版面大小增加至其普通頁數的兩倍或三倍。這些廣告是各製片工作室試圖吸引其他荷李活專業人士參加的活動，這些專業人士將對該年年初所頒發的各獎項進行投票，包括《奧斯卡金像獎》，《金球獎》和各種工會獎項。

## 流通
《綜藝》於1905年發行的首期周刊售出320份。2013年，《綜藝》的有償發行量為40,000份（來源：2013年BPA審計報告）。每本《綜藝》雜誌平均閱讀量為每本三人，估計總讀者人數為12萬（資料來源：2013年益普索用戶研究）。Variety.com每月有1,700萬位獨立訪問者（來源：2015年谷歌分析）。
總部設於紐約市，報導每周有關電影院與歌舞雜耍表演（Vaudeville）的資訊。
現時雜誌及日報均是由（Reed Elsevier）其中一個部門Reed Business Information所擁有。
二十年來，雜誌的主編是曾在派拉蒙電影公司及《紐約時報》工作的Peter Bart，但於2009年4月，該職位已由Timothy M. Gray接手。

## 版本
- 《綜藝》（1905年12月16日發行的首個版本），是每周出版的娛樂刊物，其內容廣泛，涵蓋了電影、電視、戲劇、音樂和科技，專為娛樂業高管所撰寫。它每周出版一次，並在全球範圍內交付。
- 《每日綜藝》（1933年9月6日出版第一版[26]，並於2013年3月19日出版最後一期），它是以洛杉磯為基地的荷李活及百老匯的日報名稱。《每日綜藝》的品牌於2019年復活，並作為周一至周五的電子郵件通訊，以展示過去24小時的熱門新聞故事。熱門新聞也發佈於Variety.com的每日綜藝的頁面上[27]。
- 《葛咸城每日綜藝》（始於1998年），是基於紐約市的周刊名稱，該新聞優先關注美國東岸演藝界新聞，並且在傍晚時間製作洛杉磯版，因此可以於翌天早上傳送到紐約。
- 《Variety.com》（於1998年推出），它是《綜藝》的互聯網版本。它是第一批收費的線上報紙之一。在2010年6月，該網站上的所有內容均已免費[28]。但是，儘管需要訪問其他內容（例如檔案）時需要訂閱，然而付費專區於2013年4月被刪除。
- 《旅途中的綜藝》，綜藝的手機應用程式可在iPad、iPhone、Android、Blackberry及Windows手機上使用。此應用程式是一個交互式內容的驅動平台，隨時隨地提供娛樂行業的更新資訊[29]。
- 《@Variety》可在包括Facebook、Twitter、Instagram和Tumblr在內的多個社交媒體平台和渠道上使用，在variety.com及《綜藝》的YouTube頻道上有著視頻流媒體。

1906年12月15日，《綜藝》出版了其一周年的紀念號，當中有64頁，是普通版雜誌的兩倍。它每年定期出版周年紀念版的保險槓，最常見的是在一月初，通常會回顧該年度以及其他圖表和數據，包括從1938年起的年度最佳電影列表，以及從1949年起的每年更新一次的歷史租賃圖表。這些版本還包含許多來自演藝界人士和公司的廣告。該雜誌的100週年紀念版於2005年10月發行，當中列出一個世紀以來《綜藝》的標誌。
除大型週年紀念版外，《綜藝》還出版了特別版，其中包含以下電影節的大量其他信息，圖表和數據（以及廣告）：
- 康城影展[34]
- MIFED電影市場[35]
- 美國電影市場[36]

《每日綜藝》也在每年10月都會出版周年紀念號。它定期進行包括對該年度的演藝界的年度回顧，並重新出版在1970年代開始包含該年出版的電影評論。《綜藝》推出刊載了較早發行雜誌的微縮膠片。在2010年，Variety.com允許訂閱者進入《綜藝》及《每日綜藝》的所有數碼化版本，而1998年之前的某些文章和評論已在Variety.com上上重新發布。媒體歷史數碼圖書館在線提供了1905-1961年《綜藝》存檔的掃描。
《綜藝》推出載有過去較舊雜誌的微縮膠片。在2010年，Variety.com允許用戶進入《綜藝》與《每日綜藝》所有的數碼化版本。1998年之前的某些文章和評論已在Variety.com上重新發布。媒體歷史數碼圖書館在線掃描了1905年至1961年間《綜藝》檔案的掃描。

## 文化
就其存在而言，《綜藝》的作者和專欄作家使用了一種稱為「使用俚語的表現法」或「綜藝話」的行話（標題文化的一種），該詞特別指向電影業，並且在很大程度上已被業內其他作家採用和模仿。該語言最初反映出早期報紙上演員們所說的話。一些詞語諸如「legit」、「boffo」、「sitcom」、「sex appeal」、「payola」及「striptease」都歸因於該雜誌。它試圖為「infobahn」一詞普及作為資訊高速公路同義詞的嘗試從未成功。電視節目被稱為「一群」（skeins），而公司負責人或公司團隊被稱為「第一流人物」（toppers）。此外，常用英語單詞和短語都被縮短了，例如：觀眾成員（auds）、演出（perf）、網絡（net）。
該報創辦人森·西爾弗曼於1934年登上《時代雜誌》的「十個為使美國行話活下去所做的最多的現代美國人」列表中排名榜首。
根據《波士頓環球報》的報導，《牛津英語詞典》引用《綜藝》為大約兩打名詞的最早資料來源，包括1945年的「演藝圈（show biz）」一詞。2005年，Welcome Books出版了由蒂莫西·格雷（Timothy M. Gray）和蘇亞雷斯（J.C. Suares）合著的《好萊塢大辭典（The Hollywood Dictionary）》，當中定義了接近200個這些字詞。
其中一則流行的頭條新聞是在1929年華爾街股災的《華爾街產蛋》，而最著名的是《棒尼克克斯希克斯》（在1942年《勝利之歌》的電影道具版本呈現為《棒尼克克斯希克斯》中，米高·寇蒂斯講述喬治·M·科漢的音樂傳記電影(由占士·格尼飾演)）。
在2012年，Rizzoli Books出版了由格雷撰寫的《綜藝：來自荷李活最重要雜誌的世界史插圖》。這本書涵蓋了《綜藝》對數百個世界大事的報導，從1906年的舊金山大地震到2012年的阿拉伯之春，並認為娛樂事業必需保持對政治和品味變化的關注，因為這些更改會影響他們的讀者群體。在這本書的前言中，馬田·史高西斯稱《綜藝》為「有史以來最強大的貿易出版物」，並說這本書的內容會「使您不僅感到自己像是歷史的見證者，而且也成為當中的一部分。」
2013年，《綜藝》統計了每周或每日綜藝中電視節目和電影超過200多種的用法，範圍從《我愛露茜》到《色慾荷里活》。
2016年，《綜藝》通過把希拉里·克林頓任命為美國總統，標誌著該出版物在111年的歷史中首次認可為當選辦公室的候選人。

## 辦公室地點
《綜藝》的首個辦公室位於紐約市百老匯大街38號的1396號尼克博克劇院，後來它搬到百老匯大街45號一角的1536號，直至洛伊影城娛樂收購該處建立洛伊州立劇院。
1909年，《綜藝》在倫敦設立了第一家海外辦事處。
1920年，森·西爾弗曼購下紐約西街46號拐角處154號的一座舊的褐砂石大廈，直至他於1987年收購了該出版物，該處才成為《綜藝》的總部。在卡恩斯出版社（Cahners Publishing）的新管理下，《每周綜藝》的紐約總部遷至第32街和公園大道南的拐角處。五年後，它降級遷到西18街的卡恩斯出版社其他出版物的一層樓高建築物內，直到該公司把大部分業務轉移到了洛杉磯。1933年，當《每日綜藝》開始時，其辦公室位於荷李活大道及日落大道附近的各種建築中。
隨著森·西爾弗曼於1933年逝世，除紐約和洛杉磯辦事處外，該公司於芝加哥和倫敦也設有辦事處。
1972年，森·西爾弗曼購下了位於北卡胡恩加大道1400號的一棟建築物，在新公司擁有者及新出版商亞瑟·安德曼（Arthur Anderman）將他們搬到了威爾希爾大道的奇蹟一英里的一棟建築物中。直到1988年為止，《每日綜藝》的辦公室都設在那裡。
2008年末，《綜藝》將其洛杉磯辦公室遷至威爾希爾大道5900號，在威爾希爾大道奇蹟一英里的一座31層的辦公大樓內。該建築物被稱為綜藝大樓，因為該建築物的頂部註以紅色「綜藝」的標誌裝飾著。
2013年，《綜藝》的母公司PMC宣布了計劃將《綜藝》的辦公室遷至西木區聖塔莫尼卡大道11175號的新公司總部內。在這裡，《綜藝》的母公司PMC、《綜藝洞察（Variety Insight）》、《綜藝411（Variety 411）》，以及PMC的其他媒體品牌，包括包括Deadline.com、HollywoodLife.com、GoldDerby.com、Robb Report，以及WWD和Footwear News的西海岸辦事處。最終，《綜藝》於悉尼（1976年開業）、巴黎、羅馬、哥本哈根、馬德里和慕尼黑設有人員齊全的辦公室。

## 影評
1907年1月19日，《綜藝》發行了被認為是歷史上首篇的影評。森·西爾弗曼撰寫的兩篇影評被刊登：百代電影公司的喜劇短片《令人興奮的蜜月（An Exciting Honeymoon ）》和愛迪生工作室，由埃德溫·S·波特執導的西部短片《牛仔的一生（The Life of a Cowboy）》。《綜藝》於1911年3月至1913年1月期間停止對電影作出評論，由於他們被電影製片人（據信是喬治·克萊恩）所說服，他們浪費空間批評電影，而另一些人則認為，好評會為電影帶來強烈的需求，會把其他電影排除在外。儘管存在著差距，《綜藝》仍然是最長的影評存在的不斷來源。
1930年，《綜藝》也開始出版該星期看過電影的微型評論摘要，並在1951年，編輯們決定把這些東西置於評論的最上方，這成為保留到今天的傳統。

### 影評人的筆名
撰寫評論是《綜藝》工作人員的附帶工作，當中大部分獲聘的人為記者，而不是電影或戲劇評論家。許多出版物的審稿人以四字母的筆名而非自己的全名，用以辨認他們的工作。這些縮寫名稱包括：
- Sime - 《綜藝》的始創人森·西爾弗曼（英语：Sime Silverman），也是第一個為該報撰寫電影評論的人[52]。
- Rush - 阿爾弗雷德·格里臣（Alfred Greason）
- Chic - 埃佩斯·W·薩金特（Epes W Sargeant）
- Jolo - 約書亞·洛（Joshua Lowe）
- Abel - 編輯亞伯·格林（Abel Green） [58]
- Anby - 文森特·坎比（英语：Vincent Canby），1951-1957，後來成為紐約時報首席電影評論員。
- Army - 阿米·阿徹德（英语：Army Archerd）
- Bell - 哈里·恩尼斯（Harry Ennis）[59]
- Besa - 彼得·貝薩斯（Peter Besas）
- Bing - 克勞德·比尼恩（英语：Claude Binyon）
- Edba - 埃德·巴里（Ed Barry）[59]
- Cart - 陶德·麥卡錫，首席電影評論家（1979-2010年）[60][61]。
- Gene - 吉恩·阿內爾（Gene Arneel）
- Herm - 舍姆費爾德（Herm Schoenfeld）
- Holl - 海蘭·霍林格（英语：Hy Hollinger），1953-1960、1979-1992
- Murf - 亞瑟·D·墨菲（Arthur D. Murphy），1964年12月至1978年10月的主要電影評論家[62]。
- Pry - 托馬斯·M·普賴爾（Thomas M. Pryor），《每日綜藝》編輯。
- Sid 或 Skig - 出版人辛尼·西爾弗曼（英语：Sidne Silverman），森·西爾弗曼的獨子。
- Syd - 出版人希德·西爾弗曼（英语：Syd Silverman），森·西爾弗曼的孫子。
- The Skirt - 海蒂·西爾弗曼（Hattie Silverman），森·西爾弗曼的妻子。
- Ung - 《每日綜藝》的首名編輯亞瑟·溫加（Arthur Ungar）

## 外部連結
- （英文） 官方网站